# Thyrsia
Thyrsia és un gènere de plantes de la família de les poàcies, ordre de les poals, subclasse de les commelínides, classe de les liliòpsides, divisió dels magnoliofitins.

## Taxonomia
- Thyrsia huillensis
- Thyrsia inflata
- Thyrsia schlieberi
- Thyrsia thyrsoidea
- Thyrsia undulatifolia
- Thyrsia viridula
- Thyrsia zea